# Bob ai XV Giochi olimpici invernali
Ai XV Giochi olimpici invernali svoltisi nel 1988 a Calgary (Canada) vennero assegnate due medaglie, bob a 2 e bob a 4 maschili.

## Calendario
| Uomini | Bob a due | Bob a due |  |  |  |  |  | Bob a quattro | Bob a quattro |   |
| Finali |           | 1         |  |  |  |  |  |               | 1             | 2 |

## Atleti iscritti
| America (32)                                                                       | America (32)                                                                   | America (32)                                         |
| ---------------------------------------------------------------------------------- | ------------------------------------------------------------------------------ | ---------------------------------------------------- |
| - Antille Olandesi (2) - Canada (9)                                                | - Giamaica (4) - Isole Vergini Americane (4)                                   | - Messico (4) - Stati Uniti (9)                      |
| Asia (9)                                                                           |                                                                                |                                                      |
| - Giappone (4)                                                                     | - Taipei cinese (5)                                                            |                                                      |
| Europa (84)                                                                        |                                                                                |                                                      |
| - Austria (8) - Bulgaria (5) - Germania Est (10) - Germania Ovest (8) - Italia (9) | - Jugoslavia (2) - Monaco (2) - Portogallo (5) - Regno Unito (8) - Romania (5) | - Svezia (2) - Svizzera (10) - Unione Sovietica (10) |
| Oceania (10)                                                                       |                                                                                |                                                      |
| - Australia (5)                                                                    | - Nuova Zelanda (5)                                                            |                                                      |

## Podi

### Uomini
| Evento                   | Oro                                                                 | Tempo   | Argento                                                                     | Tempo   | Bronzo                                                                  | Tempo   |
| Bob a due (dettagli)     | Unione Sovietica I Jānis Ķipurs Vladimir Kozlov                     | 3:53.48 | Germania Est I Wolfgang Hoppe Bogdan Musiol                                 | 3:54.19 | Germania Est II Bernhard Lehmann Mario Hoyer                            | 3:54.64 |
| Bob a quattro (dettagli) | Svizzera I Ekkehard Fasser Kurt Meier Marcel Fässler Werner Stocker | 3:47.51 | Germania Est I Wolfgang Hoppe Dietmar Schauerhammer Bogdan Musiol Ingo Voge | 3:47.58 | Unione Sovietica II Jānis Ķipurs Guntis Osis Juris Tone Vladimir Kozlov | 3:48.26 |

## Medagliere
| Posizione | Paese            |   |   |   | Totale |
| --------- | ---------------- | - | - | - | ------ |
| 1         | Unione Sovietica | 1 | 0 | 1 | 2      |
| 2         | Svizzera         | 1 | 0 | 0 | 1      |
| 3         | Germania Est     | 0 | 2 | 1 | 3      |
| Totale    | Totale           | 2 | 2 | 2 | 6      |